# Gauerslund Sogn
Gauerslund Sogn er et sogn i Vejle Provsti (Haderslev Stift).
I 1800-tallet var Gauerslund Sogn et selvstændigt pastorat. Det hørte til Holmans Herred i Vejle Amt. Gauerslund sognekommune blev ved kommunalreformen i 1970 kernen i Børkop Kommune.
I Gauerslund Sogn ligger Gauerslund Kirke fra Middelalderen og Brejning Kirke fra 1967.
I sognet findes følgende autoriserede stednavne:
- Andkær (bebyggelse, ejerlav)
- Andkær Skovby (bebyggelse)
- Andkær Sønderskov (bebyggelse)
- Andkær Vig (bebyggelse, vandareal)
- Brejning (bebyggelse, ejerlav)
  - De Kellerske Anstalter
- Brejning Hoved (areal)
- Brejning Strand (bebyggelse)
- Brøndsted (bebyggelse, ejerlav)
- Børkop (bebyggelse, ejerlav)
- Børkop Skov (bebyggelse)
- Elbæk (bebyggelse)
- Gauerslund (bebyggelse, ejerlav)
- Gauerslund Skov (areal, bebyggelse)
- Hathøj (areal)
- Holtserhage (areal, bebyggelse)
- Hvilsbjerg (landbrugsejendom)
- Keldbjerg (bebyggelse)
- Krogbuske (bebyggelse)
- Munkebjerg
- Sellerup (bebyggelse, ejerlav)
- Sellerupskov (bebyggelse)
- Sellerupstrand (bebyggelse)
- Sellerupvang (bebyggelse)
- Toftum (bebyggelse)
- Tusmose (bebyggelse)
- Vognsvad (bebyggelse)